# Ostružno (Jičíni járás)
Ostružno település Csehországban, a Jičíni járásban. Ostružno Podhradí, Ohaveč, Březina, Dolní Lochov, Střevač, Ohařice, Bukvice és Holín településekkel határos. Lakosainak száma 106 fő (2024. január 1.).

## Népesség
A település lakosságának változását az alábbi diagram mutatja:
| Lakosok száma | 322  | 277  | 229  | 164  | 107  | 77   | 98   | 93   | 96   | 106  |
|               | 1869 | 1890 | 1921 | 1950 | 1980 | 2001 | 2017 | 2019 | 2022 | 2024 |